# Székács Antal
Székács Antal, 1903-ig Schwarz (Pest, 1862. november 4. – Budapest, 1945. január 9.) üvegkereskedő, gyártulajdonos, közgazdasági szakíró, felsőházi tag.

## Élete
Apja Schwarz Adolf (1827–1915) volt, aki 1884-ben Pálházán megalapította az első magyarországi kézi gyártású síküveggyárat és a pesti, Paulay Ede utca 25–27. alatt üvegkép- és tükörkereskedést hozott létre. Anyja Hirsch Róza (1838–1906) volt. Kereskedelmi akadémiát is végzett, majd tanulmányutakat tett Európa szinte minden országában. 1894-ben belépett a Deák Ferenc nevét viselő szabadkőműves páholy tagjai közé. Tanulmányai végeztével belépett apja cégébe, a Schwarz Adolf és Fiai-ba. Testvérei közül, akik szintén üvegkereskedéssel foglalkoztak, ő lett a legsikeresebb a közéletben. 1912-ben alapító tagja volt a Magyar–Lengyel Egyesületnek, majd 1916-ban a Kereskedelmi és Iparkamara alelnökévé választották. Áttért a katolikus hitre. 1920-ban az újjáalakult kamara az akkori politikai viszonyok között mást választott alelnökévé, ám öt évvel később egyhangúlag újra megválasztották. 1938-ig maradt a Kamara alelnöke. Apja halála után ő lett a családi üveg-nagykereskedés vezetője. 1926-ban az Országos Hitelvédő Egylet elnökéül választották. 1927-ben kereskedelemmel kapcsolatos érdemeiért a Magyar Országgyűlés Felsőházának tagjai közé került. Számos tanulmánya mellett önálló műve is megjelent Indítvány a felső kereskedelmi iskolák reformja ügyében címmel. 1945. január 9-én a magát kereszténynek valló, rendkívül sikeres és megbecsült Székács Antal a nyilasoktól való félelmében öngyilkosságot követett el.
A Fiumei úti sírkertben helyezték végső nyugalomra 1945. december 21-én.

## Magánélete
Felesége Messinger Antónia (1868–1952) volt, a neves építész, Medgyes Alajos (1873–1942) nővére, akit 1889. május 19-én Budapesten vett nőül. Feleségét 1952-ben Nagymaroson temették el.
Gyermekei
- Székács Jolán (Budapest, 1890 – Zürich, 1973) pszichológus, Carl G. Jung tanítványa. Férje Jacobi Antal (1876–1944) ügyvéd volt.
- Székács Lilla (Budapest, 1891 – Zürich, 1948).[6] Férje Gráner Imre (1887–?) bankhivatalnok volt. Elváltak.
- Schwarz Anna (Budapest, 1894 – Budapest, 1895)
- Székács Erzsébet (Budapest, 1900 – ?). Első férje dr. Perei Imre (1890–?) gyárigazgató, mérnök, második házastársa Piltzer György (1887–?) karosszériagyáros volt.

## Munkái
- Kereskedelmi iskoláink és a gyakorlati élet (Budapest, 1903)
- Indítvány a felső kereskedelmi iskolák reformja ügyében (Budapest, 1905)